# Министерство обороны Российской Федерации
Министерство обороны Российской Федерации (Минобороны России) — федеральный орган исполнительной власти, осуществляющий функции по выработке и реализации государственной политики, нормативно-правовому регулированию в области обороны, иные установленные федеральными конституционными законами, федеральными законами, актами Президента Российской Федерации и Правительства Российской Федерации функции в этой области, а также уполномоченным федеральным органом исполнительной власти в сфере управления и распоряжения имуществом Вооружённых Сил Российской Федерации и подведомственных Министерству обороны Российской Федерации организаций.
Образовано указом президента России 16 марта 1992 года на базе бывших структур Вооружённых сил СССР, расположенных на территории России. Относится к государственным военизированным организациям, которые имеют право приобретать боевое ручное стрелковое и иное оружие.
Указом президента России установлена предельная штатная численность Минобороны России в количестве 10 540 человек — ранее 10 400 человек личного состава.

## Введение
8 декабря 1991 года, главами трёх союзных республик Борисом Ельциным (РСФСР), Станиславом Шушкевичем (Белорусская ССР) и Леонидом Кравчуком (Украинская ССР) была подписано Соглашение о создании Содружества Независимых Государств (СНГ) (известное как Беловежское соглашение), где говорилось о прекращении существования СССР как «субъекта международного права и геополитической реальности». 21 декабря государствами - участниками только что созданного СНГ был подписан протокол о временном возложении на последнего министра обороны СССР маршала авиации Шапошникова командования Вооружёнными силами на их территории, в том числе Стратегическими ядерными силами. 14 февраля 1992 года он формально стал Главнокомандующим Объединёнными Вооружёнными силами СНГ, а 20 марта этого же года Министерство обороны СССР преобразовано в Главное командование Объединёнными Вооружёнными силами СНГ (ГК ОВС СНГ, Главкомат ОВС СНГ). Управление Вооружёнными силами в переходный период до августа 1993 года находилось под управлением Главкомата ОВС СНГ.
В силу особенности организации следует отличать понятия термина Минобороны России:
а) центральный орган исполнительной власти, структурно представляющий собой административное ведомство — центральный аппарат министерства, главный орган военного управления;
б) система министерства — совокупность формирований и организаций, входящих в структуру министерства.
В системе органов военного управления государства Минобороны России является государственным исполнительным органом государственной администрации, органом управления Вооружёнными силами Российской Федерации; возглавляется Министром обороны России; подчиняется напрямую Верховному главнокомандующему Вооружёнными силами Российской Федерации; имеет исполнительные органы в составе органов военного управления, иных органов и подведомственных организаций; является внутригосударственным учреждением, милитаризованным формальным политическим социальным некоммерческим образованием, предоставляющим услуги в области обороны.
Код номерных знаков транспортных средств Минобороны России — 35.
Штатная численность гражданского персонала центрального аппарата на 2012 год составляла 2629 человек.

## История
История органа управления (организации, учреждения) государственного военного управления в России берет своё начало от Разрядного приказа (Разряда) и в дальнейшем от иных приказов, в ведении которого были: воинские дела, комплектование рати (войска), строительство крепостей и управление военными силами в южной полосе государства. Разрядные дьяки впервые упоминаются в 1531 году, однако Разрядный приказ в документах встречается с 1535 года.
В начале XVIII века в целях централизации военного руководства в России учреждается Военная коллегия.
В 1802 году образовано Министерство военных сухопутных сил (с 1815 года — Военное министерство; при этом краткое наименование должности главы военного ведомства «военный министр» официально использовалось с 1808 года). До 1812 года исполнительным органом министерства продолжала оставаться Военная коллегия. На должность министра военно-сухопутных сил был назначен вице-президент вошедшей в состав министерства Военной коллегии генерал от инфантерии Сергей Вязмитинов.
В 1812 году в целях укрепления единоначалия и централизации управления войсками были изменены структура и функции Военного министерства. В его составе было образовано семь департаментов: артиллерийский, инженерный, инспекторский, аудиторский, провиантский, комиссариатский, медицинский, а также канцелярия министра и его совет.
В 1815 году Военное министерство вошло в состав Главного штаба Его Императорского Величества. После их разделения в 1816 году оно вновь стало действовать самостоятельно. В 1835 году произошло их новое слияние: Главный штаб Его Императорского Величества вошёл в состав Военного министерства. Руководство всеми частями военного ведомства сосредотачивалось в руках военного министра, и только ему одному разрешалось докладывать о делах лично императору. В 1830-е годы Военное министерство сосредоточило под своим началом все отрасли управления сухопутными силами страны и стало одним из наиболее значимых органов всего государственного аппарата Российской империи. Во многом это было заслугой генерала от кавалерии А. И. Чернышева, возглавлявшего Военное министерство с 1827 по 1852 годы. За всю двухсотлетнюю историю военного ведомства это самый продолжительный срок нахождения в должности военного министра.
К 1836 году Военное министерство состояло из Главного штаба, военного совета, генерал-аудиториата, департаментов Генерального штаба и военных поселений. В 1869 году Военное министерство включало в себя императорскую главную квартиру, военный совет, канцелярию военного министра, Главный штаб и семь главных управлений: артиллерийское, инженерное, интендантское, военно-медицинское, военно-учебных заведений, казачьих войск и военно-судебное. Позднее в состав министерства вошли и другие управления.
Поражение в Крымской войне подтолкнуло правительство Александра II к проведению военных реформ. Руководителем преобразований стал военный министр генерал-фельдмаршал Дмитрий Милютин. В результате милютинских реформ 1860—1870 годов в России была сформирована территориальная система военного управления, образованы военные округа. Введение всесословной воинской повинности позволило создать массовую современную армию с обученным резервом. Началось перевооружение новыми образцами оружия, улучшилась подготовка офицерских кадров, были разработаны новые уставы и наставления. Коренным образом изменились и органы центрального военного управления. Победа России над Турцией в войне 1877—1878 годов подтвердила правильность выбранного Военным министерством курса реформ.
После поражения в русско-японской войне 1904—1905 годов, которая вскрыла существенные недостатки в государственном военном управлении, были предприняты меры по его совершенствованию. В 1905 году образован Совет государственной обороны (СГО), объединивший все центральные военные учреждения. В 1909 году СГО был упразднен, а главное управление Генштаба введено в состав Военного министерства. В годы Первой мировой войны в составе Военного министерства были образованы новые управления, в том числе, военно-воздушного флота, по заграничному снабжению. С 1914 года наряду с Военным министерством существовала Ставка Верховного главнокомандующего. В 1915—1917 годах военный министр являлся одновременно председателем Особого совещания по обороне — главной организации, осуществляющей мероприятия по обороне страны.
После Октябрьской революции 1917 года Военное министерство было расформировано и образован Наркомат по военным делам во главе с Коллегией. Общее руководство обороной страны и Вооружёнными Силами с ноября 1918 года осуществлял Совет рабочей и крестьянской обороны (с 1923 года — Совет труда и обороны). Совет, объединив деятельность двух наркоматов: по военным и по морским делам, разрабатывал и проводил в жизнь планы обороны страны, руководил строительством армии и флота, военными действиями на фронтах.
С другой стороны, в Российском государстве, при правительстве Александра Колчака, было создано Военное министерство для управления вооружёнными силами России: армией, авиацией и флотом. После окончательного завоевания Российского государства большевиками Военное министерство, наряду с другими органами власти, было упразднено.
После окончания Гражданской войны и образования СССР существовавшие раздельно Военный и Морской наркоматы в июле 1923 года были объединены в Наркомат по военным и морским делам СССР. Первым Народным комиссаром по военным делам в Советском Правительстве стал Николай Подвойский. С 1918 по 1925 годы во главе военного ведомства находился Лев Троцкий. Стройную структуру система военного управления приобрела при Михаил Фрунзе. Его опыт руководства войсками и организаторские способности позволили существенно повысить эффективность военно-государственного управления, укрепить обороноспособность страны. В 1934 году Наркомат по военным и морским делам постановлением ЦИК и СНК был преобразован в Народный комиссариат обороны СССР. В качестве совещательного органа при нём был создан Военный совет. В 1937 году из НКО СССР было выделено Управление военно-морских сил РККА и образован самостоятельный Наркомат ВМФ СССР.
С началом Великой Отечественной войны для стратегического руководства Вооружёнными Силами 23 июня 1941 года была образована Ставка Главнокомандования (с 10 июля — Ставка Верховного командования, с 8 августа — Ставка Верховного главнокомандования). Руководство обороной страны возглавил Иосиф Сталин.
4 марта 1944 года в соответствии с Законом СССР «О создании войсковых формирований союзных республик и о преобразовании в связи с этим Народного Комиссариата Обороны из общесоюзного в союзно-республиканский Народный Комиссариат» был образован Народный комиссариат обороны РСФСР.
В послевоенный период высший орган военного управления играл ведущую роль в оснащении Вооружённых Сил ракетно-ядерным оружием, внедрении современных видов обычных вооружений, создании и развитии новых видов и родов войск. За всем этим стояла напряжённая ежедневная работа руководителей, всех сотрудников Министерства обороны и Генерального штаба Вооружённых Сил.
В феврале 1946 года был создан единый Наркомат Вооружённых сил СССР, переименованный в марте того же года в Министерство ВС СССР. Также был переименован в министерство и Наркомат обороны РСФСР.
В марте 1948 года Министерство обороны РСФСР было переименовано в Министерство Вооружённых сил РСФСР.
В феврале 1950 года Министерство ВС СССР вновь разделилось на два самостоятельных ведомства — Военное министерство СССР и Военно-морское министерство СССР. 7 июля 1950 года Министерство Вооруженных Сил РСФСР переименовано в Военное министерство РСФСР. Однако, уже в марте 1953 года было создано единое Министерство обороны СССР. Большой вклад в совершенствование системы военного управления в этот период внесли Маршалы Советского Союза Александр Василевский, Георгий Жуков, Родион Малиновский, Андрей Гречко, Дмитрий Устинов.
1 апреля 1953 года Военное министерство РСФСР преобразовано в Министерство обороны РСФСР. Упразднено в 1978 году, поскольку в ст. 73 Конституции СССР 1977 года говорилось, что руководство Вооруженными Силами находится в ведении СССР в лице его высших органов государственной власти и управления, а Министерство обороны СССР согласно ст. 23 Закона СССР от 5 июля 1978 года «О Совете Министров СССР» было отнесено к общесоюзным министерствам.
После событий в Вильнюсе в январе 1991 года председатель Верховного Совета РСФСР Борис Ельцин выступил с инициативой о создании республиканской армии, и 31 января Госкомитет по общественной безопасности был преобразован в Госкомитет РСФСР по обороне и безопасности, во главе которого встал генерал армии Константин Кобец. 5 мая 1991 года госкомитет был разделен на Госкомитет РСФСР по делам обороны и КГБ РСФСР. 30 июля Государственный комитет по делам обороны переименован в Государственный комитет по оборонным вопросам.
С 19 августа по 9 сентября из-за выступления ГКЧП временно существовала должность министра обороны РСФСР.
6 ноября 1991 года указом Президента РСФСР № 172 была утверждена структура Правительства, в которой предусматривалось существование Министерства обороны РСФСР. Постановлением Правительства РСФСР № 3 от 13 ноября 1991 года до образования республиканского Министерства обороны Государственный комитет РСФСР по оборонным вопросам временно включен в структуру Правительства РСФСР.
В связи с распадом СССР и в соответствии с Соглашением глав государств — участников СНГ от 20 марта 1992 года образовано Главное командование Объединённых Вооружённых сил СНГ, с 1993 года — Штаб по координации военного сотрудничества государств — участников СНГ). 16 марта 1992 года на базе Министерства обороны СССР указом Президента Российской Федерации было создано Министерство обороны Российской Федерации. В настоящее время Минобороны России является федеральным органом исполнительной власти, который проводит государственную политику, осуществляет государственное управление в области обороны, а также координирует деятельность федеральных министерств, иных федеральных органов исполнительной власти субъектов России по вопросам обороны.
15 февраля 2007 года Министром обороны России был назначен Анатолий Сердюков. С имене Сердюкова связан запуск кардинальной реформы Вооружённых сил России, придание им «нового облика». Катализатором, ускорившим принятие решение о реформе, стала война в Грузии в августе 2008 года. Опыт участия российских Вооружённых Сил в боях выявил массу проблем, связанных как с недостатками системы управления войсками, так и с устаревшим вооружением, снаряжением и средствами связи. Официально о начале реформы Сердюковым было объявлено 14 октября 2008 года по завершении коллегии Министерства обороны России. Изменения коснулись всех основных элементов Вооружённых Сил России.
Основные направления реформы:
- Военно-административная реформа: Вместо шести военных округов были созданы четыре оперативно-стратегических командования: «Запад», «Восток», «Центр» и «Юг» (Западный военный округ, Южный военный округ, Центральный военный округ и Восточный военный округ), в подчинение которых были переданы основные группировки всех видов Вооружённых Сил и родов войск[25];
- Реорганизация и сокращение органов центрального военного управления со значительным сокращением роли Главных командований видами Вооружённых Сил и командований родами войск. Существенное сокращение численности Вооружённых Сил Российской Федерации, в том числе сокращение численности офицерских должностей[24];
- Реформа системы военного образования, предполагающая укрупнение и трансформацию 65 военных учебных заведений в десять системных военных вузов; создание военных учебно-научных центров, реализующих образовательные программы различных уровней, профилей и специальностей[26][27];
- Реорганизация системы резерва и системы подготовки резервистов[24];
- Перевод Сухопутных войск на бригадную основу с упразднением дивизионного и полкового звена. Ликвидация кадрованных соединений Сухопутных войск и превращение всех соединений в силы постоянной готовности[24];
- Реорганизация Военно-воздушных Сил и войск ПВО с упразднением воздушных армий, армий ПВО, корпусов, дивизий и авиационных полков и переход на систему авиационных баз и бригад воздушно-космической обороны[24];
- Перевод на аутсорсинг (обслуживание гражданскими организациями) системы обеспечения и обслуживания Вооружённых Сил РФ[28];
- Гуманизация условий прохождения срочной службы (легализация пользования мобильными телефонами[29], переход на 5-дневную рабочую неделю[28], расширение взаимодействия с гражданскими организациями[30]);
- Запуск программы перевооружения. Оснащение Вооружённых Сил новейшими образцами вооружения и военной техники, в том числе зарубежного производства. На эти цели планировалось потратить 19 трлн рублей ($613 млрд) в период 2011—2020 гг.[31]

14 мая 2024 года министром обороны России был назначен Белоусов Андрей Рэмович, имеющий звание Действительного государственного  советника Российской Федерации 1-го класса(соответствует воинскому званию Генерал армии).

## Хронология

### Русское царство
- 1531 г. — первое упоминание о Разрядном приказе.
- Конец XVI века — появились Стрелецкий, Пушкарский, Каменных дел, Бронный и другие приказы.
- 1699—1700 гг. — упразднение самостоятельного Стрелецкого приказа, переименование Земского приказа в Приказ земских дел.
- 1700 г. — учрежден приказ, включавший в себя все дела Иноземского и Рейтарского приказов
- 1701 г. — создан Приказ военных дел.

### Российская империя
- 11 декабря 1717 г. — издан Указ о сформировании Военной коллегии.
- 1772 г. — издано новое положение о Генеральном штабе.
- 1791 г. — объявлено «Новое образование Военной коллегии».
- 13 ноября 1796 г. — упразднён Генеральный штаб.
- Январь 1797 г. — при Военной коллегии образован Генерал-аудиториат.
- 29 января 1797 г. — издан указ о переименовании Комиссариата, Провиантской канцелярии и Канцелярии артиллерии и фортификации в экспедиции Военной коллегии.
- 1797 г. — учреждена Военно-походная Его Императорского Величества канцелярия.
- 8 сентября 1802 г. — императором Александром I подписан манифест «Об учреждении министерств», согласно которому было образовано Министерство военных сухопутных сил (с 1815 г. — Военное министерство; при этом краткое наименование должности главы военного ведомства «военный министр» официально использовалось с 1808 г.)[11][12][13].
- 1811 г. — издано «Общее учреждение министерств».
- 27 января 1812 г. — император Александр I утвердил «Учреждение Военного министерства».
- 1812 г. — введено в действие «Учреждение для управления большой действующей армией».
- 12 декабря 1815 г. — центральный военно-управленческий аппарат был разделён на две части: Главный штаб Его Императорского Величества (Е. И. В.) и собственно Военное министерство. При этом управление всем военным ведомством было вверено Главному штабу Е. И. В.
- 1831 г. — принят новый рекрутский устав (сокращены сроки действительной военной службы до 15—20 лет, усилена централизация военного управления).
- 1832 г. — открыта Императорская военная академия (с 1855 г. — Николаевская академия Генерального штаба, с 1909 г. — Императорская Николаевская военная академия), управление Генерального штаба, Военно-топографическое депо и корпус топографов объединены в департамент Генерального штаба.
- 1 мая 1832 г. — образован Военный совет, в ведение которого передавалось всё, что касалось военного законодательства и военно-хозяйственной деятельности военного министерства.
- 29 марта 1836 г. — император Николай I утвердил новое «Учреждение Военного министерства».
- 1861—1869 гг. — проведена реорганизация центрального военного управления.
- 1862—1864 гг. — образовано 10 военных округов, затем ещё 2 (к 1914 году их насчитывалось 12). В каждом из них имелось военно-окружное управление, возглавляемое командующим войсками округа.
- 1863 г. — произошло слияние департамента Генерального штаба с Военно-топографическим депо. Было создано (в виде опыта на два года) Главное управление Генерального штаба (ГУГШ), в состав которого входил и совещательный комитет.
- 6 августа 1864 г. — издано «Положение о военных округах».
- 31 декабря 1865 г. — ГУГШ и Инспекторский департамент объединены в одно управление в составе Военного министерства — Главный штаб, просуществовавший до мая 1918 года.
- 1 января 1869 г. — издано «Положение о Военном министерстве», определившее его новую структуру.
- 1 января 1874 г. — принят «Устав о воинской повинности».
- 1881—1897 гг. — осуществлено перевооружение армии новым стрелковым оружием, решены вопросы по увеличению численности запаса офицерского состава, созданы базы материальных средств в районах вероятного сосредоточения войск на случай войны.
- 1905 г. — учрежден Совет государственной обороны.
- Май-июнь 1905 г. — разработано, утверждено положение о Совете государственной обороны.
- Июнь 1905 г. — учреждена должность начальника Генерального штаба.
- 21 июня 1905 г. — образовано Главное управление Генерального штаба.
- 1908—1909 гг. — ликвидирован Совет государственной обороны, Главное управление Генерального штаба снова вошло в Военное министерство.
- 1914 г. — в соответствии с «Положением о полевом управлении войск в военное время» была образована Ставка Верховного главнокомандующего.
- Октябрь (ноябрь) 1917 г. — расформировано Военное министерство России.

### Российское государство
- В 1919 году было образовано Военное министерство при Российском правительстве.

### РСФСР и СССР
- 26 октября (8 ноября) 1917 г. — в Советском Правительстве создан Комитет по военным и морским делам, преобразованный в Совет Народных Комиссаров (СНК) по военным и морским делам.
- Ноябрь (начало декабря) 1917 г. — вместо СНК по военным и морским делам был создан Народный комиссариат по военным делам (Наркомвоен) во главе с Коллегией.
- Начало января 1918 г. — принято решение об образовании Всероссийской коллегии по организации и управлению РККА.
- 3 марта 1918 г. — образован Высший военный совет (ВВС).
- 31 марта 1918 г. — издан приказ ВВС Республики, по которому учреждены 6 военных округов: Ярославский, Московский, Орловский, Беломорский, Приуральский и Приволжский.
- 4 мая 1918 г. — принят декрет СНК РСФСР об учреждении Западно-Сибирского, Средне-Сибирского, Восточно-Сибирского, Северо-Кавказского и Туркестанского военных округов
- 8 мая 1918 г. — упразднены Всероссийская коллегия по организации и управлению РККА и ряд других центральных управлений военного ведомства, на их базе сформирован Всероссийский Главный штаб, подчинённый Коллегии Наркомвоена.
- 2 сентября 1918 г. — ВЦИК объявил Советскую Республику военным лагерем, упразднил Высший военный совет и учредил Революционный Военный Совет Республики (РВСР) под председательством Наркома по военным и морским делам. В его состав на правах члена с правом решающего голоса входили Главнокомандующий всеми Вооружёнными Силами Республики (должность введена 2 сентября 1918 г.), осуществлявший через Полевой штаб РВСР оперативно-стратегическое руководство войсками действующей армии и флотом.
- 10 февраля 1921 г. — приказом РВСР Всероссийский Главный штаб и Полевой штаб РВСР были слиты в единый Штаб РККА.
- 12 ноября 1923 г. — утверждено первое положение об общесоюзном Народном комиссариате по военным и морским делам (Наркомвоенмор), его создание закреплено в Конституции СССР 1924 года.
- 1924—1925 гг. — в СССР проведена военная реформа, затронувшая всю военную систему государства, включая и центральный аппарат.
- Март 1924 г. — упразднен институт главнокомандования, а Штаб РККА освобожден от несвойственных ему функций по обслуживанию текущих нужд армии.
- 28 марта 1924 г. — издан приказ РВС СССР, по которому на Штаб РККА были возложены задачи по разработке мобилизационных и оперативных планов.
- Октябрь 1924 г. — создано Управление РККА, переименованное в Главное управление РККА.
- 18 сентября 1925 г. — принят закон об обязательной военной службе.
- Июнь 1934 г. — постановлением ЦИК и СНК СССР от 15 марта 1934 года Наркомат по военным и морским делам был преобразован в Народный Комиссариат обороны СССР и упразднен РВС СССР. В качестве совещательного органа при Народном Комиссариате обороны был создан Военный совет.
- Сентябрь 1935 г. — Штаб РККА переименован в Генеральный штаб РККА.
- 30 декабря 1937 г. — образован Народный Комиссариат ВМФ СССР, из состава Наркомата обороны были выведены Управление Военно-Морских Сил РККА и подчинённые ему флоты и флотилии.
- Июнь 1940 г. — Политическое управление РККА переименовано в Главное Политическое управление РККА.
- Март 1938 г. — создан Главный военный совет РККА.
- Апрель 1938 г. — создан Главный военный совет ВМФ.
- 30 июня 1941 г. — образован Государственный Комитет Обороны под председательством И. В. Сталина, создана Ставка Верховного Главнокомандования, основным рабочим органом которой с начала и до окончания войны являлся Генеральный штаб РККА.
- Июль 1941 г. — образовано Главное управление формирования и укомплектования Красной Армии (ГЛАВУПРАФОРМ).
- 4 марта 1944 г. образован Народный комиссариат обороны РСФСР.
- 25 февраля 1946 г. — создан единый Народный Комиссариат Вооружённых Сил СССР.
- 15 марта 1946 г. — Народный Комиссариат Вооружённых Сил СССР переименован в Министерство Вооружённых Сил СССР.
- Апрель 1946 г. — на базе Главного управления формирования и укомплектования Красной Армии (ГЛАВУПРАФОРМ) создан Главный штаб Сухопутных войск и аппарат Главнокомандующего.
- Начало 1947 г. — определены новые границы военных округов, сокращено их количество. Части и соединения, оставшиеся по окончании военных действий на территориях иностранных государств, преобразованы в группы войск.
- 25 февраля 1950 г. — Министерство Вооружённых Сил СССР разделено на Военное и Военно-Морское Министерства.
- Март 1953 г. — на базе Военного и Военно-Морского Министерств создаётся единый высший военный орган — Министерство обороны СССР.
- 6 ноября 1991 года указом Президента РСФСР № 172 была утверждена структура республиканского Правительства, в которой предусматривалось существование Министерства обороны РСФСР.

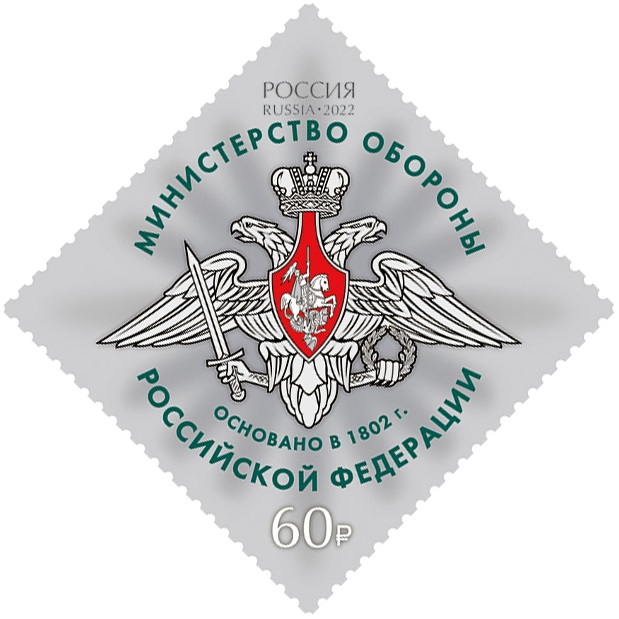
Почтовая марка, 2022 год

### Российская Федерация
- 16 марта 1992 г. — указом Президента России на базе Министерства обороны СССР образовано Министерство обороны Российской Федерации (Минобороны России).
- 27 июля 1992 г. — утверждены структура и положение о Минобороны России.
- 11 ноября 1998 г. — указом Президента России утверждено новое положение о Минобороны России, согласно которому Минобороны России наряду с Генеральным штабом Вооружённых Сил Российской Федерации является центральным органом военного управления.
- В 1997—1998 гг. — в Российских Вооружённых Силах осуществлен ряд структурных преобразований, в результате которых были объединены Ракетные войска стратегического назначения, Военно-космические силы и Войска противоракетной обороны. Кроме того, были объединены Войска ПВО и ВВС и таким образом осуществлен переход от 5- к 4-видовой структуре Вооружённых Сил. Был запланирован дальнейший переход к 3-видовой структуре, в дальнейшем этот путь был признан ошибочным и не был осуществлен. В этот же период времени управление Главнокомандующего Сухопутными войсками было реорганизовано в Главное управление Сухопутных войск. В ходе реформирования Вооружённых Сил был создан Сибирский военный округ, объединивший в своём составе бывшие Забайкальский и Сибирский военные округа, а также объединены Приволжский и Уральский военные округа в один — ПУрВО.
- В марте 2001 года были созданы Космические войска.
- 4 июля 2010 года Президент России Дмитрий Медведев подписал указ о создании 4 оперативно-стратегических командований. В соответствии с указом сформированы 4 военных округа: Московский и Ленинградский военные округа преобразованы в Западный военный округ, в состав которого вошли войска этих округов, Северный и Балтийский флоты, Северо-Кавказский военный округ преобразован в Южный военный округ, в состав которого вошли Черноморский флот и Каспийская флотилия; Приволжско-Уральский военный округ и западная часть Сибирского военного округа образовали Центральный военный округ; путём объединения оставшейся части Сибирского военного округа и Дальневосточного военного округа образовали Восточный военный округ, в состав которого вошёл Тихоокеанский флот. Создание 4 оперативно-стратегических командований означало, что реформа российских Вооружённых Сил, направленная на создание нового облика ВС, стартовавшая в конце 2008 года, перешла в новую стадию.
- 1 декабря 2011 года созданы Войска воздушно-космической обороны. Космические войска прекратили существование как отдельный род войск и вошли в состав ВВКО.
- 1 августа 2015 года в результате объединения Военно-Воздушных Сил (ВВС) и Войск воздушно-космической обороны (ВВКО) созданы Воздушно-космические силы.

## Руководство и структура
Министр
- Белоусов, Андрей Рэмович — министр обороны Российской Федерации, действительный государственный советник Российской Федерации 1-го класса

Первые заместители министра:
- Герасимов, Валерий Васильевич — Начальник Генерального штаба Вооружённых сил Российской Федерации, генерал армии.
- Горнин, Леонид Владимирович — действительный государственный советник Российской Федерации 1-го класса.

Заместители министра:
- Горемыкин, Виктор Петрович — начальник Главного военно-политического управления Вооружённых Сил Российской Федерации, генерал армии.
- Савельев, Олег Генрихович — руководитель Аппарата Министра обороны Российской Федерации, действительный государственный советник Российской Федерации 1 класса.
- Евкуров, Юнус-Бек Баматгиреевич — генерал армии.
- Криворучко, Алексей Юрьевич — действительный государственный советник Российской Федерации 1 класса.
- Фрадков, Павел Михайлович — генерал-майор.
- Булыга, Андрей Михайлович — генерал-полковник.
- Фомин Александр Васильевич — генерал-полковник.
- Цивилёва, Анна Евгеньевна — статс-секретарь, действительный государственный советник Российской Федерации 3 класса.

### Структура
| Название подразделения | Руководитель, звание                                    |
| --- | ------------------------------------------------------- |
| Главное оперативное управление Генерального штаба Вооружённых сил России                                                                                     | Сергей Фёдорович Рудской, генерал-полковник             |
| Главное управление Генерального штаба Вооружённых сил России                                                                                                 | Игорь Олегович Костюков, адмирал                        |
| Главное организационно-мобилизационное управление Генерального штаба Вооружённых сил России                                                                  | Евгений Владимирович Бурдинский, генерал-полковник      |
| Главное управление связи Вооружённых Сил России | Вадим Анатольевич Шамарин, генерал-лейтенант            |
| Национальный центр управления обороной России | Станислав Исрапилович Гаджимагомедов, генерал-лейтенант |
| Управление начальника войск радиоэлектронной борьбы Вооружённых сил России                                                                                   | Юрий Илларионович Ласточкин, генерал-лейтенант          |
| Военно-топографическое управление Генерального штаба Вооружённых сил России                                                                                  | Александр Николаевич Зализнюк, генерал-майор            |
| Восьмое управление Генерального штаба Вооружённых сил России                                                                                                 | Андрей Викторович Колованов, генерал-майор              |
| Управление оперативной подготовки Вооружённых Сил России | Фанил Фанисович Сарваров, генерал-майор                 |
| Архивная служба Вооружённых Сил России | Эдуард Аркадьевич Падерин, полковник                    |
| Главное управление боевой подготовки Вооружённых Сил России                                                                                                  | Иван Александрович Бувальцев, генерал-полковник         |
| Главное управление военной полиции Министерства обороны России                                                                                               | Сергей Васильевич Кураленко, генерал-полковник          |
| Главное управление кадров Министерства обороны России | Юрий Васильевич Кузнецов, генерал-лейтенант             |
| Главное управление международного военного сотрудничества Министерства обороны России                                                                        | Александр Александрович Кшимовский, генерал-лейтенант   |
| Главное управление вооружения Вооружённых Сил России | Анатолий Васильевич Гуляев, генерал-лейтенант           |
| Главное автобронетанковое управление Министерства обороны России                                                                                             | Александр Анатольевич Шестаков, генерал-лейтенант       |
| Главное ракетно-артиллерийское управление Министерства обороны России                                                                                        | Алексей Викторович Волков, генерал-майор                |
| Главное управление начальника железнодорожных войск Министерства обороны России                                                                              | Олег Иванович Косенков, генерал-лейтенант               |
| Главное военно-медицинское управление Министерства обороны России                                                                                            | Дмитрий Вячеславович Тришкин                            |
| Главное управление инновационного развития Министерства обороны России                                                                                       | Александр Владимирович Осадчук, генерал-лейтенант       |
| Главное управление контрольной и надзорной деятельности Министерства обороны России                                                                          | Павел Васильевич Плат, генерал-полковник                |
| Главное военно-политическое управление Вооружённых Сил России                                                                                                | Виктор Петрович Горемыкин, генерал-полковник            |
| Управление начальника войск радиационной, химической и биологической защиты Вооружённых Сил России                                                           | Игорь Анатольевич Кириллов,генерал-лейтенант            |
| Управление начальника инженерных войск Вооружённых Сил России                                                                                                | Юрий Михайлович Ставицкий, генерал-лейтенант            |
| Управление службы войск и безопасности военной службы Министерства обороны России                                                                            | Владимир Анатольевич Головачёв, генерал-майор           |
| Управление государственного надзора за ядерной и радиационной безопасностью Министерства обороны России                                                      | Альберт Анатольевич Сидельников, полковник              |
| Управление физической подготовки и спорта Вооружённых Сил России                                                                                             | Андрей Викторович Зыков, полковник                      |
| Управление военных представительств Министерства обороны России                                                                                              | Олег Николаевич Степанов, генерал-майор                 |
| Управление Министерства обороны России по контролю за выполнением договоров                                                                                  | Сергей Владимирович Рыжков                              |
| Управление метрологии Вооружённых Сил России | Сергей Владимирович Подстреха, полковник                |
| Управление Министерства обороны России по руководству деятельностью военного инновационного технополиса                                                      | Дмитрий Григорьевич Галкин                              |
| Управление Министерства обороны России по мониторингу системы материально-технического обеспечения                                                           | Владимир Юрьевич Боровков, полковник                    |
| Федеральное управление накопительно-ипотечной системы жилищного обеспечения военнослужащих                                                                   | Константин Владимирович Ярославцев                      |
| Управление делами Министерства обороны России | Сергей Александрович Королёв                            |
| Организационное управление Министерства обороны России | Валентин Георгиевич Карчинский                          |
| Управление Министерства обороны России по работе с обращениями граждан                                                                                       | Наталья Валентиновна Белоусова                          |
| Контрольное управление Министерства обороны России | Андрей Васильевич Комаров, полковник                    |
| Управление интеллектуальной собственности, военно-технического сотрудничества и экспертизы поставок вооружения и военной техники Министерства обороны России | Максим Александрович Захаров, полковник                 |
| Управление перспективных межвидовых исследований и специальных проектов Министерства обороны России                                                          | Евгений Валерьевич Шмырин, полковник                    |
| Управление заказов по совершенствованию технической основы системы управления Вооружённых сил России                                                         | Денис Васильевич Овчинников                             |
| Управление государственной экспертизы Министерства обороны России                                                                                            | Евгений Валерьевич Першаков                             |
| Военно-научный комитет Вооружённых Сил России | Василий Викторович Трушин, генерал-лейтенант            |
| Научно-технический комитет | Сергей Николаевич Смолинский, генерал-майор             |
| Штаб материально-технического обеспечения Вооружённых Сил России                                                                                             | Владимир Борисович Коновалов, генерал-майор             |
| Департамент ресурсного обеспечения Министерства обороны России                                                                                               | Алексей Павлович Лемякин, генерал-лейтенант             |
| Департамент транспортного обеспечения Министерства обороны России                                                                                            | Александр Валентинович Ярошевич, генерал-лейтенант      |
| Департамент планирования и координации обустройства войск (сил) Министерства обороны России                                                                  | Валерий Иванович Кузнецов                               |
| Департамент строительства Министерства обороны России | Марина Ивановна Балакирева                              |
| Департамент жилищного обеспечения и управления жилищным фондом Министерства обороны России                                                                   | Артём Игоревич Святненко                                |
| Департамент военного имущества Министерства обороны России                                                                                                   | Евгений Андреевич Логвинов                              |
| Департамент финансового обеспечения Министерства обороны России                                                                                              | Олег Владимирович Налимов                               |
| Департамент финансового планирования Министерства обороны России                                                                                             | Сергей Викторович Буглак                                |
| Департамент социальных гарантий Министерства обороны России                                                                                                  | Юлия Владимировна Яркоева                               |
| Департамент эксплуатационного содержания и обеспечения коммунальными услугами воинских частей и организаций Министерства обороны России                      | Артур Эдуардович Чистяков, полковник                    |
| Департамент информации и массовых коммуникаций Министерства обороны России                                                                                   | Игорь Евгеньевич Конашенков, генерал-лейтенант          |
| Пресс-секретарь Министра обороны России |                                                         |
| Правовой департамент Министерства обороны России | Безбабнов Олег Геннадьевич                              |
| Протокольно-координационный департамент Министерства обороны России                                                                                          | Жанна Вячеславовна Гусева                               |
| Департамент государственных закупок Министерства обороны России                                                                                              | Наталия Александровна Кравцова                          |
| Департамент Министерства обороны России по обеспечению государственного оборонного заказа                                                                    | Вячеслав Анатольевич Рыженков                           |
| Департамент военно-экономического анализа Министерства обороны России                                                                                        | Андрей Леонидович Лобачёв                               |
| Департамент аудита государственных контрактов Министерства обороны России                                                                                    | Роман Николаевич Гуда                                   |
| Департамент ведомственного финансового контроля и аудита Министерства обороны России                                                                         | Наталия Вячеславовна Ефимова                            |
| Департамент финансового мониторинга государственного оборонного заказа Министерства обороны России                                                           | Ольга Витальевна Осауленко                              |
| Департамент культуры Министерства обороны России | Артём Владимирович Горный                               |
| Департамент информационных систем Министерства обороны России                                                                                                | Олег Викторович Масленников, генерал-лейтенант          |
| Департамент психологической работы Министерства обороны России                                                                                               | Валентина Владимировна Барабанщикова                    |
| Департамент Министерства обороны России по увековечению памяти погибших при защите Отечества                                                                 | Андрей Леонидович Таранов (врио), полковник запаса      |
| Служба безопасности полетов авиации Вооружённых Сил России                                                                                                   | Сергей Дмитриевич Байнетов, генерал-лейтенант           |
| Военно-оркестровая служба Вооружённых Сил России | Тимофей Константинович Маякин, генерал-майор            |
| Военно-геральдическая служба Вооружённых Сил России | Александр Эдуардович Манаков                            |
| Гидрометеорологическая служба Вооружённых Сил России | Владимир Викторович Удриш, полковник                    |
| Главное командование Сухопутных войск | Андрей Николаевич Мордвичев, генерал-полковник          |
| Главное командование Воздушно-космических сил | Виктор Мусавирович Афзалов, генерал-полковник           |
| Главное командование Военно-Морского флота | Александр Алексеевич Моисеев, адмирал                   |
| Командование Ракетных войск стратегического назначения | Сергей Викторович Каракаев, генерал-полковник           |
| Командование Воздушно-десантных войск | Михаил Юрьевич Теплинский, генерал-полковник            |

## Санкции
Из-за вторжения России на Украину в феврале 2022 года Министерство обороны Российской Федерации было внесено в санкционный список Евросоюза. 3 марта 2022 года Минобороны РФ включено в санкционные списки США. 10 марта 2022 года Министерство обороны включено в санкционный список Канады «за роль в содействии или поддержке неспровоцированного и неоправданного вторжения президента Путина в Украину». 19 октября 2022 года министерство включено в санкционный список Украины «в ответ на всеобъемлющее вторжение российских войск в Украину 24 февраля 2022 года»
Также Минобороны России, по аналогичным основаниям, находится в санкционных списках Швейцарии и Японии.

## Министры

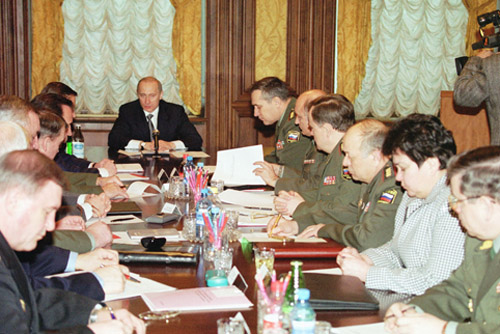
Совещание в Минобороны, 2002 г.

- Кобец, Константин Иванович (20 августа — 9 сентября 1991), генерал армии (24 августа 1991, до этого генерал-полковник);
- Ельцин, Борис Николаевич (и. о. 16 марта — 18 мая 1992);
- Грачёв, Павел Сергеевич (18 мая 1992 — 18 июня 1996, генерал армии (1992);
- Колесников, Михаил Петрович (и. о. 18 июня — 17 июля 1996), генерал армии;
- Родионов, Игорь Николаевич (17 июля 1996 — 23 мая 1997), генерал армии (5 октября 1996, до этого генерал-полковник), с 11 декабря 1996 года — в запасе;
- Сергеев, Игорь Дмитриевич (23 мая 1997 — 28 марта 2001), маршал Российской Федерации (21 ноября 1997, до этого — генерал армии);
- Иванов, Сергей Борисович (28 марта 2001 — 15 февраля 2007), генерал-полковник запаса (2000);
- Сердюков, Анатолий Эдуардович (15 февраля 2007 — 6 ноября 2012);
- Шойгу, Сергей Кужугетович (6 ноября 2012 — 12 мая 2024), генерал армии (2003);
- Белоусов, Андрей Рэмович (с 14 мая 2024 года).

## Сайт
Официальное доменное имя сайта Минобороны России — http://www.mil.ru/ 
Минобороны России имеет официальные страницы в социальных сетях Одноклассники, ВКонтакте, YouTube.
16 июля 2021 года была произведена DDoS-атака, из-за чего сайт перестал загружаться.
5 апреля 2022 года сайт Минобороны России был удалён из поисковой выдачи поисковика Google; В компании Google заявили, что сайт Минобороны блокирует поисковые системы и не позволяет им обнаружить её.

## Военные эмблемы и символика

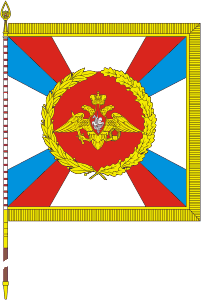
Штандарт Министра обороны Российской Федерации.
Штандарт начальника Генерального штаба Вооружённых Сил.

См. также список флагов и эмблем Вооружённых Сил Российской Федерации.

## Культура

### Театры
- Центральный академический театр Российской армии;
- Драматический театр Восточного военного округа;
- Драматический театр Северного флота;
- Драматический театр Балтийского флота;
- Драматический театр Тихоокеанского флота;
- Драматический театр Черноморского флота имени Бориса Лавренёва.

### Музеи
- Центральный музей Вооруженных сил
- Центральный музей Военно-воздушных сил
- Бронетанковый музей в Кубинке
- Центральный военно-морской музей имени императора Петра Великого
- Музей военно-воздушных сил Северного флота
- Военно-исторический музей артиллерии, инженерных войск и войск связи
- Музей Войск ПВО
- Музей истории Воздушно-десантных войск
- Военно-морской музей Северного флота
- Военно-медицинский музей
- Военно-исторический музей Тихоокеанского флота
- Музей истории военной формы одежды
- Военно-исторический музей Черноморского флота
- Музей Балтийского флота
- Корабль-музей «Михаил Кутузов» в Новороссийске, филиал Центрального военно-морского музея

### Ансамбли
- Ансамбль песни и пляски Российской армии имени А. В. Александрова
- Ансамбль песни и пляски Западного военного округа
- Ансамбль песни и пляски Центрального военного округа
- Ансамбль песни и пляски Южного военного округа
- Ансамбль песни и пляски Восточного военного округа
- Ансамбль песни и пляски Войск воздушно-космической обороны
- Ансамбль песни и пляски РВСН «Красная звезда»
- Ансамбль песни и пляски Воздушно-десантных войск
- Ансамбль песни и пляски Северного флота
- Ансамбль песни и пляски Балтийского флота
- Ансамбль песни и пляски Тихоокеанского флота
- Ансамбль песни и пляски Черноморского флота

### Дома офицеров
- Дом офицеров Западного военного округа
- Дом офицеров Южного военного округа
- Дом офицеров Центрального военного округа
- Дом офицеров Восточного военного округа
- Дом офицеров Северного флота
- Дом офицеров Черноморского флота
- Дом офицеров Тихоокеанского флота
- Дом офицеров Каспийской флотилии
- Дом офицеров Кольской флотилии разнородных сил Северного флота
- Дом офицеров Самарского гарнизона
- Дом офицеров Владикавказского гарнизона
- Дом офицеров Читинского гарнизона
- Дом офицеров Уфимского гарнизона
- Дом офицеров Новосибирского гарнизона
- Дом офицеров Уссурийского гарнизона

### Другое
- Телерадиокомпания Вооружённых сил Российской Федерации «Звезда»
- Газета «Красная звезда»
- Студия военных художников имени М. Б. Грекова
- Киностудия Министерства обороны Российской Федерации
- Интернет-портал военных учреждений культуры «Культура и Армия»
- Центральный дом Российской армии имени М. В. Фрунзе
- Центр военной песни Вооружённых Сил Российской Федерации[41]